# St. Georg (Georgenberg, Pleiskirchen)

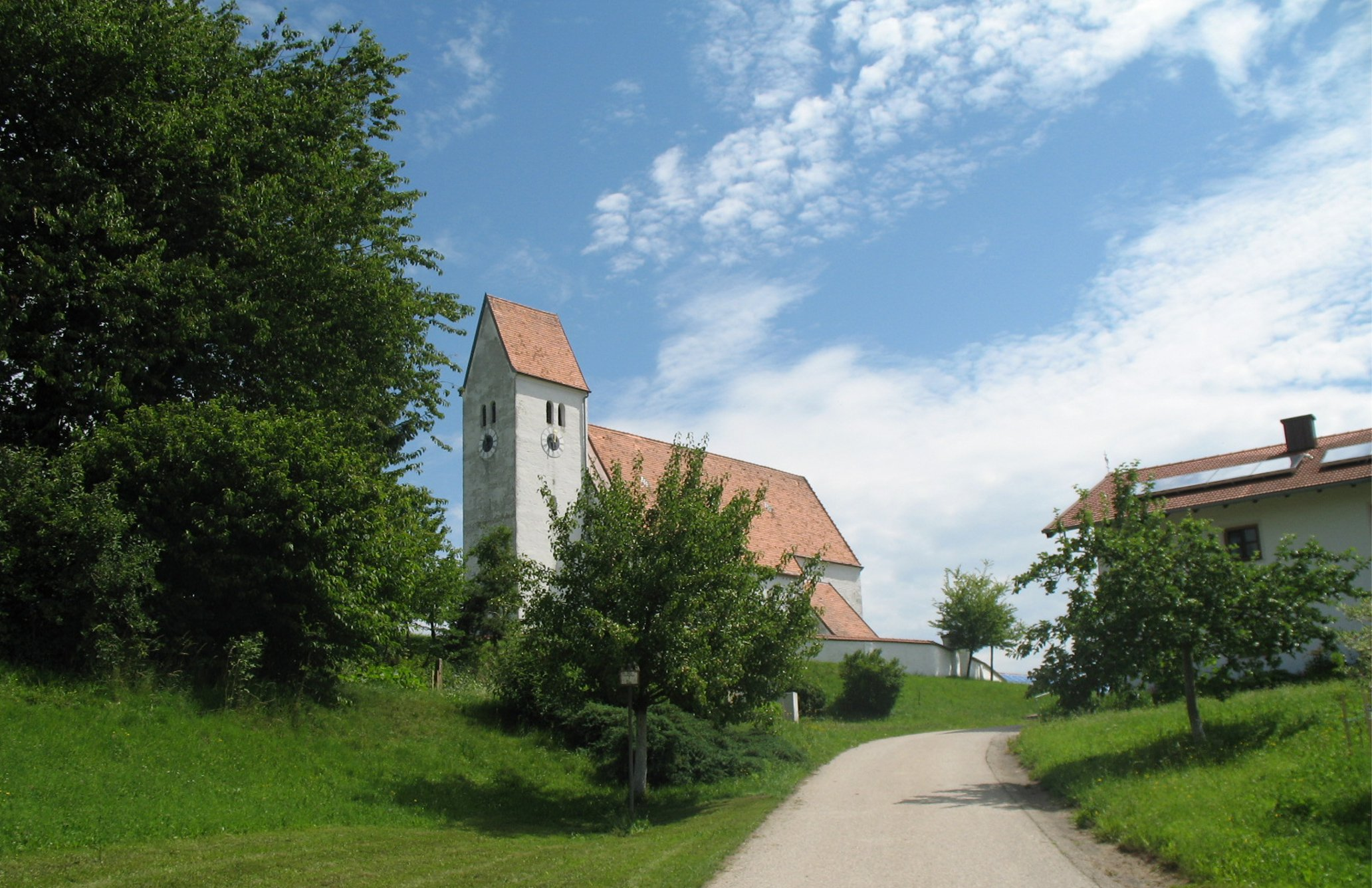
St. Georg in Georgenberg

Die römisch-katholische Filialkirche St. Georg steht in Georgenberg, einem Gemeindeteil von Pleiskirchen im oberbayerischen Landkreis Altötting. Das Bauwerk ist in der Liste der Baudenkmäler in Pleiskirchen als Baudenkmal unter der Nr. D-1-71-127-23 eingetragen. Die Pfarrei gehört zum Pfarrverband Pleiskirchen im Dekanat Altötting des Bistums Passau.

## Beschreibung
Die Saalkirche wurde 1496 anstelle eines Vorgängerbaus aus dem 12./13. Jahrhundert errichtet. Sie besteht aus dem Langhaus, dem eingezogenen, dreiseitig geschlossenen Chor mit zwei Jochen im Osten, der Sakristei an der Südwand des Chors, einem Vorzeichen an der Südwand des Langhauses und dem Fassadenturm im Westen, dessen obere Geschosse die Turmuhr und den Glockenstuhl enthalten.
Die Innenräume von Langhaus und Chor sind mit Netzgewölben überspannt. Die Altäre sind einheitlich neugotisch. Ihre Altarretabel wurden 1879 von Franz Xaver Zattler bemalt. Der Hochaltar wird von den Skulpturen der Helena und des heiligen Sebastian flankiert. Im Altarauszug ist eine Muttergottes dargestellt.